# Armeria bigerrensis subsp. bigerrensis
La armeria de roca  (Armeria bigerrensis subsp. bigerrensis) es una planta de la familia  de las plumbagináceas

## Descripción
Planta perenne, que puede formar densas almohadillas. Tallos con ramas cotas cubiertas de abundantes restos foliares secos. Hojas canaliculadas, más o menos blandas, lineares de hasta 2 mm de anchura, obtusas o muy cortamente mucronadas. Flores dispuestas en densos capítulos involucrados, en el extremo de tallossin hojas que no superan los 10(-12)cm; capítulos de hasta 16 mm de diámetro; brácteas del involucro glabras, de color anaranjado o cobrizo; corola rosada o purpúrea. Fruto fusiforme, con una sola semilla. florece en primavera y verano.

## Distribución y hábitat
Es una planta exclusiva (endemismo) de la Sierra de Gredos. Planta muy abundante en las fisuras más o menos secas de las zonas elevadas de la Sierra, aunque se enrarece en le macizo oriental. Tiene una acusada tendencia a hibridar con sus congéneres, especialmente con el erizo de roca. Estos últimos híbridos suelen instalarse en los prados de cumbres . Ejemplo de ello lo tenemos en los prados de cumbre de la vertiente norte de La Mira.